# Ceramica africana
In Africa, la produzione ceramica è stata documentata da numerosi ritrovamenti archeologici. In Kenya sono stati trovati reperti che risalgono al paleolitico superiore, nell'area Sahariana i ritrovamenti più antichi sono stati datati verso l'8.000 a.C., mentre in Nigeria la tradizione ceramica sembra risalire almeno al IV millennio a.C. Da queste antiche origini, la produzione ceramica costituisce un'attività fiorente nella maggior parte delle popolazioni sedentarie del continente.

## Premessa: la ceramica come arte tradizionale
Anche se principalmente legati alla sfera domestica, i contenitori di ceramica non assolvono soltanto una mera funzione utilitaristica, ma sono anche un importante mezzo di espressione sociale e culturale. L'incredibile diversità di forme e decorazioni degli oggetti in ceramica basta già da sola ad evidenziare l'alto valore espressivo dell'argilla e l'attenzione estetica che da sempre i ceramisti dedicano alle loro opere.
Al di là dell'interesse archeologico, la ceramica è stata per lungo tempo ignorata dagli studiosi di arte africana e dal mercato dell'arte africana nel mondo occidentale.
Negli ultimi decenni, invece, l'interesse di studiosi e collezionisti si è rivolto anche agli oggetti di uso domestico. Uno dei presupposti per l'attribuzione di valore agli oggetti in questo circuito, al di là della loro bellezza – che risulta essere un criterio piuttosto arbitrario – è la loro rarità.  In quanto tradizione in via di estinzione – almeno così è stata definita almeno a partire dall'inizio del 1900 – la ceramica africana sta acquisendo sempre maggiore rinomanza e visibilità. Tuttavia, nonostante i resoconti allarmistici che da più di cent'anno preconizzano la scomparsa di questa tradizione, è evidente da numerosi studi su questa produzione realizzati negli ultimi 20 anni che la ceramica africana non sta scomparendo ma che è ancora molto diffusa e vitale.
È innegabile che contenitori di plastica e di metallo abbiano soppiantato la ceramica nella maggior parte dei suoi usi domestici, tuttavia questo non è un fenomeno recente ed è attribuibile, oltre che all'innegabile praticità anche a una diffusa predilezione per oggetti “esotici” che certo non si riscontra solo in Africa.  Al contempo, in tutto il continente africano le ceramiche continuano ad assolvere importanti funzioni quotidiane e rituali, continuando a essere prodotte e commerciate sia a livello locale sia a livello internazionale.

## Africa subsahariana
La ceramica subsahariana, è quasi sempre realizzata con una tecnologia sorprendentemente semplice. Gli attrezzi dei ceramisti africani sono infatti molto rudimentali, ma consentono alla mano esperta di produrre ceramiche di raffinata bellezza e spesso anche di notevoli dimensioni. Una differenza fondamentale che si può notare tra la realizzare tra la produzione al tornio e la costruzione a mano è il diverso coinvolgimento del corpo che, nella modellazione a mano, diventa strumento attivo, supporto e talvolta anche stampo.

### Fasi di lavorazione
La creta utilizzata per la produzione della maggior parte delle ceramiche africane proviene da depositi alluvionali, e quindi spesso vicino a pozze o corsi d'acqua. Questo è un fattore molto importante nel determinare la frequente associazione della creta con l'acqua che riveste un importantissimo valore simbolico presso molte popolazioni africane.
Dopo essere stata raccolta la creta deve essere preparata per poter essere utilizzata, vale a dire mondata delle impurità e mescolata con sabbia o altre sostanze che aiutino a ridurre il restringimento e a garantire una migliore resistenza del contenitore.
Una volta pronta si può cominciare a procedere a modellare il contenitore. Qui le variazioni tecnologiche che si riscontrano tra i diversi gruppi, anche in aree molto vicine, sono davvero considerevoli. Olivier Gosselain, uno studioso belga che ha fatto un'indagine estensiva della produzione ceramica del Camerun meridionale ha riscontrato, in un'area relativamente ristretta, ben 14 metodi di modellaggio.  Tuttavia nell'intero continente si presuppone che le variazioni siano più di 50. Spesso, all'interno di un medesimo gruppo, tecniche diverse possono essere utilizzate a seconda del tipo di contenitore da realizzare, o a volte a seconda che si tratti di un ceramista uomo o di una donna.
La maggior parte delle tecniche di fabbricazione delle ceramiche nell'Africa subsahariana possono però essere ricondotte a quattro tecniche di base  :
Tecnica a tiro
Si tratta della tecnica più diffusa sul continente africano. Utilizzando questa tecnica la ceramista produce la forma del contenitore manipolando un blocco di argilla umida e molle.  Le pareti vengono tirate verso l'alto senza che nel processo di modellazione vengano utilizzati stampi o forme. Nel caso di contenitori di grandi dimensioni la ceramista modella le parenti girando a ritroso intorno al contenitore, utilizzando i movimenti regolari di mani e bracci per imprimere regolarità e simmetria al contenitore. Dopo che le pareti sono terminate, la ceramista rifinisce il bordo e talvolta consolida le pareti imprimendo una texture sulla creta morbida con una roulette di fibra, di pannocchia o talvolta anche di legno scolpito.
Tecnica a colombino
Con la tecnica a colombino, il contenitore viene fabbricato tramite l'aggiunta successiva di colombina (rotolini d'argilla di diametro e lunghezza variabile) che vengono avvolti a spirale e lavorati insieme in modo da formare una superficie liscia. spesso la tecnica a colombino è utilizzata per aggiungere materiale e quindi aumentare le dimensioni di contenitori la cui base è formata con la tecnica a tiro.
Tecnica a stampo concavo
Nella tecnica a stampo concavo, i contenitori sono formati in uno stampo emisferico poco profondo che può essere sia trasportabile sia scavato nel pavimento della casa. Il ceramista siede con lo stampo tra le gambe e colloca al suo interno un blocco di creta umida. Quindi inizia a formare la base battendo l'argilla con una pietra o un pestello di legno in modo che copra la superficie dello stampo. Tra lo stampo e l'argilla viene solitamente posta della cenere in modo da evitare che la creta si attacchi alla forma. Una volta riempita lo stampo, il ceramista fa ruotare al suo esterno una parte di pentola già formata e continua a costruirne le pareti battendo l'argilla all'interno dello stampo. Il procedimento continua fino a che il ceramista non ha ottenuto un contenitore quasi sferico con un'apertura di piccole dimensioni e pareti molto sottili. La pentola viene quindi lasciata asciugare per qualche ora prima di procedere alla realizzazione del collo e/o della bocca del recipiente.
Tecnica a stampo convesso
Come stampo convesso viene solitamente utilizzata un contenitore già cotto, capovolto a testa in giù. Dopo aver cosparso la superficie della pentola con cenere o un'altra polvere. Quindi ricopre lo stampo con una lastra di argilla ottenuta appiattendo l'argilla con i piedi o una pietra piatta. Quindi procede ad appiattire la lastra sullo stampo con l'aiuto di uno strumento di legno o di pietra. Quando la creta ha ricoperto lo stampo fino alla sua massima larghezza viene lasciata asciugare dopo averla ricoperta con un panno umido.
Quando sufficientemente indurita la ceramista con l'aiuto di un assistente solleva il contenitore dallo stampo. La pentola viene poi girata e collocata in un bacino pieno di cenere che lo sostiene senza danneggiare le pareti e viene finita aggiungendo colombini fino ad ottenere la larghezza e l'altezza desiderata.
I contenitori ottenuti con le varie tecniche di fabbricazione vengono spesso decorati con motivi impressi e/o incisi, oppure ricoperti con engobbi. L'Interno può essere svuotato con anello di varie dimensioni e materiali, mentre vengono solitamente utilizzate pietre lisce per brunire la superficie.

### Cottura
Dopo un periodo di asciugatura che varia a seconda delle stagioni e della dimensione delle pentole, si può procedere alla cottura. Anche in questo campo esistono notevoli variazioni a livello locale.  La cottura infatti è sempre vista come un momento delicato, la vera e propria prova del fuoco in cui entrano in gioco non solo fattori legati all'abilità tecnica dei ceramisti, al clima e all'umidità dell'aria, ma anche forze sovra umane spesso difficili da controllare. Invidia e malocchio possono infatti risultare in una cottura disastrosa in cui tutte le pentole preparate con cura nel corso della settimana scoppiano lasciando il loro artefice con una montagna di cocci, invece dell'agognato compenso settimanale. Per questo è indispensabile fare attenzione a chi si sceglie come assistente in questo processo o come compagno di cottura. Solitamente, le cotture comunitarie sono fatte soltanto da donne legate da stretti vincoli di parentela o di amicizia.
La cottura può essere fatta in diversi modi, a cielo aperto oppure in forni a legna che permettono di raggiungere temperature più elevate.
Molto spesso dopo la cottura le pentole vengono immerse o spruzzate con un liquido vetrificante ottenuto tramite la macerazione di radici o cortecce di alberi particolari. Questa rifinitura oltre a garantire una maggiore resistenza e impermeabilità delle ceramiche dà anche una particolare patina scura spesso valutata positivamente dal punto di vista estetico
Il risultato di tutta questa lunga attività che impegna diverse ore nell'arco di tutta la settimana sono pentole di dimensioni e forme anche molto diverse che in tutta l'Africa si possono ancora trovare in vendita nei mercati.
Sono pentole per cucinare, bacini per lavarsi, contenitori per l'acqua, la birra, il vino di palma. Sono oggetti della vita di tutti i giorni, ma anche oggetti rituali di grande importanza. Sono i contenitori privilegiati per le erbe dei guaritori tradizionali, sono il fulcro della convivialità nelle celebrazioni comunitarie. Ma non solo. Così come nel racconto biblico, anche in molte cosmologie africane l'atto di plasmare l'argilla è indissolubilmente connesso alla generazione degli uomini. In molte parti del mondo infatti i contenitori sono concettualizzati come corpi con piedi, pance, colli e bocche. Non è un caso infatti che in moltissime culture la ceramista sia esclusivamente donna, colei cui la divinità e la natura hanno affidato il compito di plasmare nel proprio corpo esseri umani.